# Jørgen Brinch Hansen

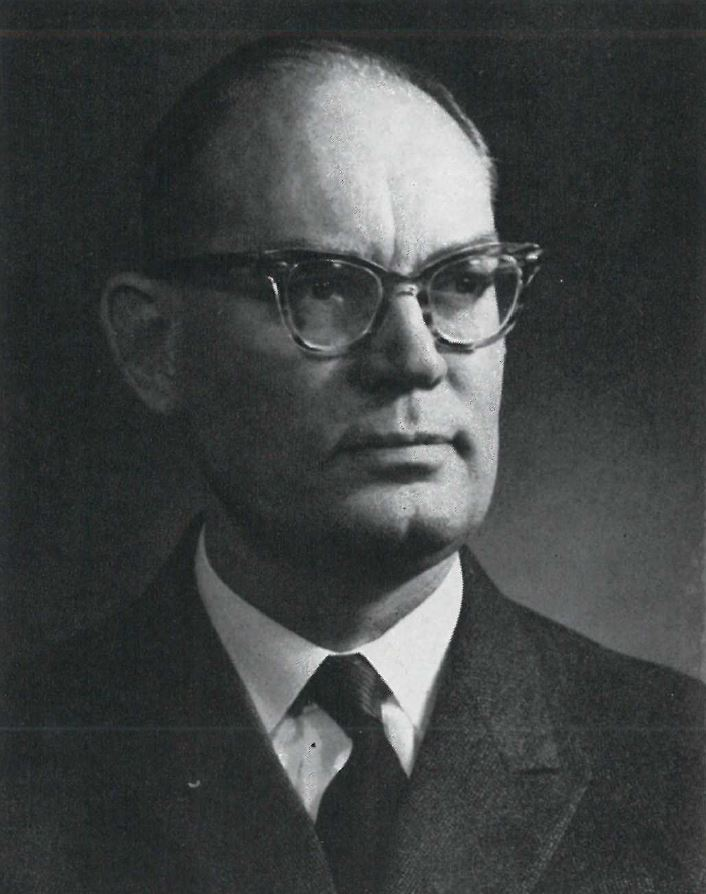
Jørgen Brinch Hansen (um 1960)

Jørgen Brinch Hansen (* 29. Juli 1909 in Aarhus; † 27. Mai 1969 in Kopenhagen) war ein dänischer Bauingenieur, spezialisiert auf Grundbau und Bodenmechanik.

## Leben
Brinch Hansen machte 1935 sein Diplom als Bauingenieur an Dänemarks Technischer Universität in Kopenhagen. Danach arbeitete er 20 Jahre lang im Entwurfsbüro der Kopenhagener Baufirma und Ingenieurbüro Christiani und Nielsen hauptsächlich im Hafen- und Uferbau. Er wurde dort leitender Ingenieur, begann sich aber auch schon wissenschaftlich mit Bodenmechanik zu befassen und veröffentlichte schon in den ersten Ausgaben von Geotechnique 1949/50. 1953 wurde er in Kopenhagen mit einer umfangreichen Studie über Erddruckprobleme, für die er ein eigenes Traglastverfahren (Limit Design) entwickelte, promoviert. Motivation waren für ihn insbesondere Erddruckberechnungen bei verankerten Ufer-Spundwänden. Er entwickelte für die verschiedensten Grundbauprobleme vereinfachte, auf seiner Anwendung der Plastizitätstheorie basierenden Berechnungsformeln und Teilsicherheitskonzepte. 1955 wurde er Professor für Bodenmechanik und Grundbau an der Technischen Universität Dänemarks in Kopenhagen und gleichzeitig Direktor des dänischen geotechnischen Instituts. Er war Vorsitzender der dänischen geotechnischen Gesellschaft und Vizepräsident der International Society of Soil Mechanics für Europa. Er war im deutschen Arbeitsausschuss Ufereinfassungen und seit 1961 Vorsitzender des Ausschusses für dänische Grundbau-Richtlinien, in deren Fassung von 1965 auch seine eigenen Theorien einflossen. Insbesondere das von Brinch Hansen schon in den 1950er Jahren verfolgte Konzept der Teilsicherheitsbeiwerte setzte sich später in den Eurocodes und in vielen europäischen nationalen Richtlinien durch.
Als Ingenieur war er unter anderem an den Brückenprojekten über den Großen und Kleinen Belt beteiligt und an Tunnelprojekten in Kopenhagen.
Er war Mitglied der Dänischen Akademie für Technikwissenschaften und wurde 1965 Ehrendoktor der Universität Gent.

## Schriften
- mit H. Lundgren Hauptprobleme der Bodenmechanik, Springer 1960 (dänisches Original 1958, in zweiter Auflage 1965).
- Spundwandberechnung nach dem Traglastverfahren, Mitteilung des Instituts für Verkehrswasserbau, Grundbau und Bodenmechanik, Technische Hochschule Aachen, Band 25, 1962, S. 171–214.
- Earth pressure calculations, Teknisk Forlag, Kopenhagen 1953 (Dissertation).